# Homesick (EarthBound)
Homesick (ホームシック; en español: Añoranza) es un estado de enfermedad que aparece en el videojuego EarthBound. 
Ness es el único personaje en el juego que pueden ser afectado por la enfermedad. Esta tiene una posibilidad de aparecer tras vencer en un combate (descontando aquellos en los que se vence automáticamente). La probabilidad depende del nivel de Ness.
| Nivel | Nivel | Probabilidad  | Probabilidad  |
| ----- | ----- | ------------- | ------------- |
| 1-15  | 1-15  | 0/256 (0%)    | 0/256 (0%)    |
| 16-30 | 16-30 | 3/256 (1.17%) | 3/256 (1.17%) |
| 31-75 | 31-75 | 2/256 (0.78%) | 2/256 (0.78%) |
| 76-99 | 76-99 | 0/256 (0%)    | 0/256 (0%)    |

La nostalgia tiene la posibilidad de que Ness se distraiga en combate, haciendo que recuerde cosas de su hogar. Esto hace que Ness malgaste su turno. La madre de Ness siempre le llamará a su teléfono receptor poco después de que Ness empieza a sentir nostalgia, recordándole que debe comunicarse con ella. De todos modos, Ness no se curará de la nostalgia sin llamarla él mismo o hablando con ella en persona.
Su equivalente en Mother es Asthma (asma).
- Datos: Q5901349